# 王紫莹
王紫莹（1998年8月15日—），四川省达州市人，中国女子轮椅网球运动员。她代表中国队参加了2020年和2024年夏季残疾人奥林匹克运动会。在2024年夏季残疾人奥林匹克运动会轮椅网球女子双打比赛上与郭珞瑶搭档获得铜牌，為中国代表团在残奥会网球项目上获得的首枚奖牌。
2024年和队友一起获得了轮椅网球世界杯，并在2024年法国网球公开赛轮椅网球比赛中，首次参加便获得单打和双打八强，并在2024年温布尔登网球锦标赛轮椅网球比赛单打和双打中进入四强。
她還獲得2025年澳大利亚网球公开赛轮椅網球女子双打冠军以及2025年溫布頓網球錦標賽輪椅網球單打冠軍。